# ウラ・ヴァグローレ
ウラ・ヴァグローレ（アルバニア語: Ura Vajgurore）はアルバニア中央部ベラト州に位置する基礎自治体であり、その中心街も同じ名称がある。自治体は2015年の地方行政改革による広域化に伴い、旧ウラ・ヴァグローレ自治体と周辺自治体ツカラト、クタリおよびポシュンヤが統合されて発足した。自治体役所はウラ・ヴァグローレの中心街に位置する。総面積は156.56 km²であり、2011年のアルバニアの国勢調査によると、自治体の総人口は27,295人である。同年の中心街の人口は7,232人だった。
ウラ・ヴァグローレはオスム川のそばに位置している。